# Баталія
Бата́лія (рос. сражение; фр. bataille, серед.-віч. лат. battallia — бій, битва) — сукупність боїв (бойових дій) на суші, в повітрі або на морі, зв'язаних між собою метою й часом і розчленованих по фронту та вглибину. Баталія є важливим, а іноді й вирішальним актом операції, в якій беруть участь основні сили оперативних об'єднань (армії, фронту, групи армій, флоту) воюючих сторін. 
До 20 століття розрізняли генеральну баталію, в якій брали участь основні сили воюючих сторін, і Б. місцевого значення. У війнах 20 ст., особливо в другій світовій війні, з виникненням багатомільйонних армій і суцільних фронтів великої протяжності та з появою оперативного мистецтва, характер баталій змінився. Вона являє собою основний акт операції, розгортається на десятки і сотні км по фронту і в глибину, ведеться кілька днів і навіть тижнів. Найбільший успіх Б. досягається при оточенні і знищенні оперативного угруповання ворога. В другій світовій війні, крім наступальних баталій, велись оборонні, зустрічні та ін.